# P4 Dalarna
P4 Dalarna är Sveriges Radios lokalradiostation som sänder över Dalarnas län. Redaktionen ligger på Engelbrektsgatan 27–29 i Falun.

## Frekvenser
Sveriges Radio Dalarna sänder över följande frekvenser (MHz):
- Borlänge 101,3
- Falun 100,2
- Mora 101,0
- Transtrand 100,2
- Rörbäcksnäs 103,3
- Tandådalen 106,0
- Gördalen 100,5
- Särna 101,9
- Malung 95,9
- Idre 100,1
- Drevdagen 103,4
- Grövelsjön 102,7
- P1 90,4
- P2 94,6
- P3 97,7